# 그레타 가르보
그레타 가르보(스웨덴어: Greta Garbo, 출생명은 그레타 로비사 구스타프손(스웨덴어: Greta Lovisa Gustafsson, 1905년 9월 18일 ~ 1990년 4월 15일)는 스웨덴 태생의 미국의 배우이며, 영화계 역사에서 가장 유명한 배우들 중의 하나였다. 그는 비극으로 인생이 끝난 이해할 수 없는 여성에 대한 묘사로 알려졌다. 또한 무성과 음성 영화들에서 동등한 성공을 거둔 스타들 중의 하나였다.

## 생애
1905년 9월 18일 스톡홀름에서 출생하였다. 1924년 스웨덴 영화 <예스타 베를링의 이야기>에 데뷔하였다가, 1925년 미국으로 건너간다. 거기서 <육체와 악마> (1926), <사랑> (1927), <사건의 여성> (1928) 같은 무성 영화들에 출연하였다.
그의 최고 음성 영화들은 <로맨스> (1930), <안나 크리스티>와 <마타 하리> (1931), <그랜드 호텔> (1932), <크리스티나 여왕> (1933), <안나 카레니나> (1935)와 <춘희> (1937) 등이 있다. 그의 첫 코미디 영화는 <니노치카> (1939)였다. 가르보는 자신의 사생활에 대한 격렬한 욕망으로
널리 알려졌다.
1941년 <마나님은 얼굴이 둘>이라는 영화를 마지막으로 은퇴하였으며 전 세계에서 빗발같이 쏟아지는 출연교섭을 완강히 거절하여 유유자적하였다. 한때는 헐리우드로 그를 끌어들인 모리스 스테라 감독, 미남 배우 존 길바트, 명지휘자 스토코프스키 등과도 로맨스에 대한 소문이 퍼졌기도 하였으나 끝내 독신주의의 신비로운 베일 속에 파묻혀 그 누구에게도 결혼을 허락하지 않았다. 스테라 감독이나 길바트를 자살시킨 원인도 이러한 가르보의 냉엄한 매력이었다는 소문도 많다. 가르보는 그가 할리우드에서 번 막대한 수입을 셋트와 함께 모국 스웨덴에 보내어 유리한 투자를 하며 살았다. 55세였던 1960년에도 아직 스크린에서 활약할만한 육체적 조건을 갖추고 있었다. 1990년 4월 15일 뉴욕에서 사망하였다.

## 출연 작품
| 연도 | 제목                   | 원제                              | 배역                                      |
| ---- | ---------------------- | --------------------------------- | ----------------------------------------- |
| 1920 | 스톡홀름 부부 쇼핑하다 | Herrskapet Stockholm ute på inköp | 장녀                                      |
| 1926 | 육체와 악마            | Flesh and the Devil               | 펠리시타스 본 라덴                        |
| 1930 | 안나 크리스티          | Anna Christie                     | 안나 크리스티                             |
| 1930 | 로맨스                 | Romance                           | 리타 카발리니 부인                        |
| 1931 | 마타 하리              | Mata Hari                         | 마타 하리                                 |
| 1932 | 그랜드 호텔            | Grand Hotel                       | 그루신스카야                              |
| 1933 | 크리스티나 여왕        | Queen Christina                   | 크리스티나                                |
| 1935 | 안나 카레니나          | Anna Karenina                     | 안나 카레니나                             |
| 1936 | 춘희                   | Camille                           | 마르그리트 고티에                         |
| 1937 | 정복자                 | Conquest                          | 마리 발레스카 백작부인                    |
| 1939 | 니노치카               | Ninotchka                         | 니나 이바노브나 야쿠쇼바, 일명 "니노치카" |
| 1941 | 두 얼굴의 여인         | Two-Faced Woman                   | 카린                                      |

## 같이 보기
- 아카데미상 최고 기록 목록